# Matías Pérez Acuña
Matías Pérez Acuña (Buenos Aires, 9 febbraio 1994) è un calciatore argentino, difensore dell'Almirante Brown.

## Caratteristiche tecniche
Gioca come terzino destro.

## Carriera
Ha giocato nella massima serie argentina col Vélez Sarsfield e col Quilmes.

## Palmarès

### Club

#### Competizioni nazionali
- Copa de la Superliga: 1

Tigre: 2019